# Блох, Эрнест
Эрнест Блох (нем. Ernest Bloch; 24 июля 1880, Женева — 15 июля 1959, Портленд, штат Орегон) — швейцарско-американский композитор еврейского происхождения.

## Биография
С девятилетнего возраста играл на скрипке, позднее учился как скрипач в Брюссельской консерватории у Эжена Изаи, а также у Франца Шёрга; по рекомендации Изаи занимался также композицией под руководством Франсуа Расса. Затем в 1900—1901 гг. изучал композицию во франкфуртской Консерватории Хоха у Ивана Кнорра и Людвига Тюйе. Жил в Париже, затем в Женеве, в 1916 г. уехал в Соединённые Штаты Америки. С 1924 г. гражданин США. В 1920 г. стал первым руководителем новосозданного Кливлендского института музыки и руководил им до 1925 г., затем до 1930 г. возглавлял Консерваторию Сан-Франциско; преподавал также в других музыкальных учебных заведениях. Среди учеников Блоха, в частности, Джордж Антейл, Фредерик Джейкоби, Бернард Роджерс, Роджер Сешенс.

## Творчество
Среди ранних сочинений Блоха наибольшее внимание привлекла опера «Макбет» (1904—1906), впервые поставленная в 1910 г. и не снискавшая особенного успеха у публики, но удостоившаяся восторженного отзыва Ромена Роллана. Музыка Блоха в это время отмечена влиянием Рихарда Штрауса и импрессионизма в лице, прежде всего, Дебюсси. Второй этап творчества Блоха — начиная с «Трёх еврейских стихотворений» (фр. Trois Poèmes Juifs; 1913), симфонии «Израиль» (1916) и особенно Еврейской рапсодии «Шеломо» (собственно, «Соломон») для виолончели с оркестром (1916) — характеризуется, прежде всего, обращением к еврейской теме и, в связи с этим, отчасти к еврейскому фольклорному музыкальному материалу. По поводу «Шеломо» — самого, вероятно, известного произведения Блоха — критик Гвидо Гатти замечает:
Творчество Блоха глубоко связано с атмосферой традиционного еврейского дома. Это нашло отражение в целом ряде его наиболее удачных сочинений. Таковы «Три еврейские поэмы» для оркестра (Trois poèmes juifs, 1913); симфония № 2 «Израиль» (Israel, 1917); «Шломо», еврейская рапсодия для виолончели с оркестром (Schelomo: a Hebrew rhapsody, 1915—1916); «Баал Шем», три картины из жизни хасидов для скрипки с оркестром (Baal Schem, 1923); Псалмы (Psalms, 1912—1914); «Еврейская сюита» для альта и фортепиано (Suite Hèbraique, 1923); «Глас вопиющего в пустыне», симфоническая поэма с солирующей виолончелью (Voice in the Wilderness, 1937); наконец, одно из наиболее известных сочинений Блоха — синагогальная служба «Аводат Хакодеш» для смешанного хора и оркестра (Avodath Hakodesh, 1934).
Однако талант Блоха не позволил ему ограничиться еврейской тематикой. В 1903 он написал оперу Макбет по Шекспиру (либретто Э. Флега). Она прошла 15 раз в парижской «Опера комик» в 1910 и была возобновлена в Неаполе в 1938. Известность Блоха в Европе и США быстро росла благодаря его симфоническим произведениям. Так, композитор написал симфонию с хором «Америка» (America, 1917): посвящённую памяти Авраама Линкольна и Уолта Уитмена. Страну, где он родился, Швейцарию, Блох почтил в симфонической поэме «Гельвеция» (Helvetia, 1929). Важными событиями в творческой жизни композитора стали и его ранние симфонические произведения, например, «Жить и любить» (Vivre et aimer, 1900) и «Зима — весна» (Hiver — printemps, 1905), а также более поздние — «Симфоническая сюита» (Suite symphonique, 1945), оркестровая сюита «Поэмы моря» (Poems of the Sea, 1923) и особенно два часто исполняемых concerti grossi (1925 и 1953), в которых черты доклассических инструментальных жанров сочетаются с современным языком композитора.
Кроме того, можно упомянуть две скрипичные сонаты, «Мистическую поэму» (Poème mystique) для скрипки и фортепиано, фортепианный концерт, скрипичный концерт и несколько струнных квартетов. Вторая опера Блоха — «Иезавель» (Jezabel) осталась незавершённой.

Виолончель, с её изрядной широтой фразировки, то мелодичной, местами доходящей до вершин лиризма, то декламирующей, с драматической игрой тени и света, являет собой воплощение Соломона во всей его славе. <…> Партия солиста, скорее вокальная, чем инструментальная, кажется музыкальным высказыванием, глубоко связанным с талмудической прозой.

Это же восприятие выражено и в посвящённом музыке Блоха (и памяти исполнявшего «Шеломо» Мстислава Ростроповича) стихотворении Сергея Круглова:

… Твоё, Господи, Имя,
Переложенное на голос струнных,
Пылающий над хамитскими городами
Мотив Сима,
Твёрдый, как тысячелетнее вино, страстный
Мужской зов виолончели…

В позднейшем творчестве — особенно в Concerto grosso № 2 (1952) — Блох отдал дань и увлечению неоклассицизмом, хотя позднеромантическая основа его произведений оставалась неизменной.
Из трёх детей Блоха старшая дочь, Сюзанна, стала музыкантом и музыкальным педагогом, а младшая, Люсьенна, — известным фотографом.